# غوداي بالا (مقاطعة فيروزآباد)
غوداي بالا (بالفارسية: گودای بالا) هي قرية تقع في قسم جايدشت الريفي في إيران.